# Butler café

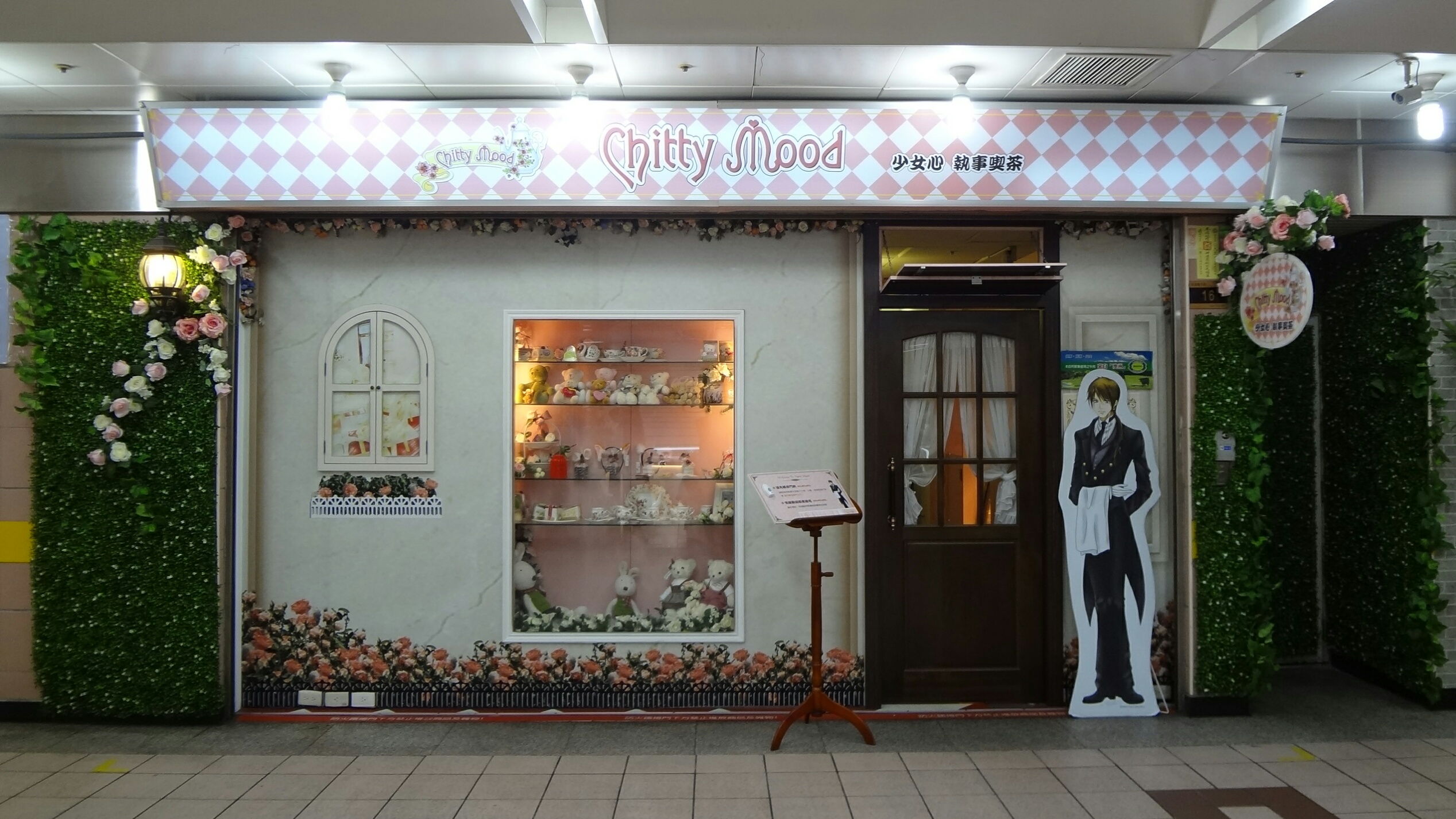
Exterior do Chitty Mood, um butler café no Shopping Taipei City

Um butler café (執事喫茶, shitsuji kissa) é uma subcategoria de restaurantes cosplay encontrados principalmente no Japão. Nesses cafés, os garçons se vestem de mordomo e servem os clientes como os empregados domésticos que servem à aristocracia. Os butler café proliferaram em reação à popularidade dos Maid café e servem como uma categoria alternativa de restaurante cosplay destinado a atrair mulheres otakus.

## História

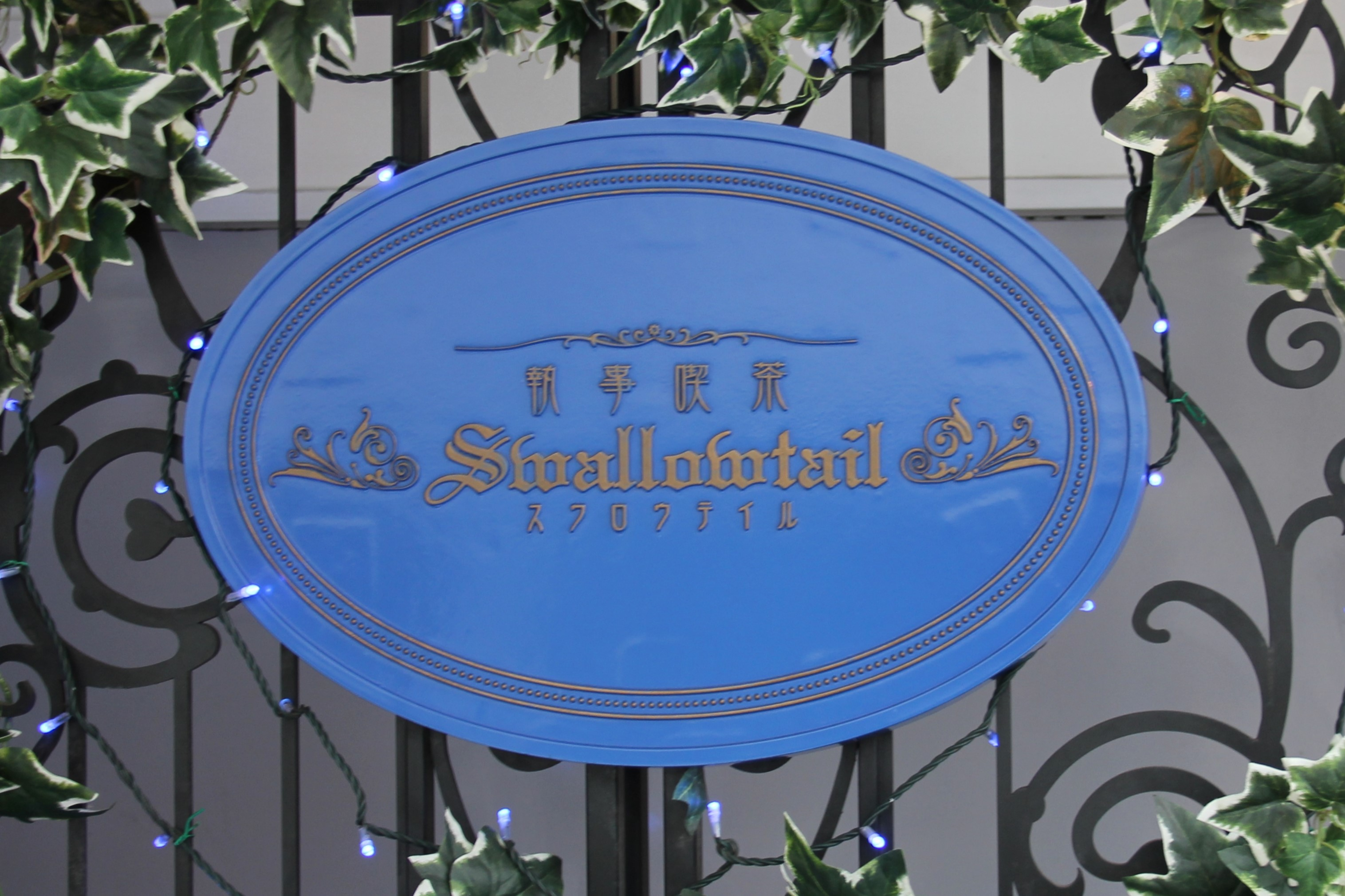
Sinalização para Swallowtail, um butler café em Ikebukuro, Tóquio, Japão

Os Maid cafés, onde garçonetes se vestem como empregadas domésticas para servir a uma clientela principalmente masculina, alcançaram grande popularidade no Japão no início dos anos 2000. Os butler cafés foram feitos em resposta à sua popularidade, depois que os empresários notaram um aumento nas postagens de mensagens na Internet de mulheres otaku - fãs devotas, especialmente de animes e mangás - que tinham uma percepção negativa dos maid cafés e que buscavam uma alternativa onde pudessem "inverter os papéis". As mulheres expressaram seu desejo de um estabelecimento onde pudessem buscar a companhia masculina em um ambiente que fosse menos caro do que um host club e mais romântico e seguro do que uma boate. Os mordomos foram escolhidos como contrapartes masculinas das criadas e para apelar às fantasias das princesas dos contos de fadas.
O primeiro butler café, Swallowtail, foi inaugurado em março de 2005. O Swallowtail está localizado na Otome Road, um importante destino cultural e comercial para mulheres otaku em Ikebukuro, Tóquio, e foi fundada pela empresa de consultoria Oriental Corporation e a cadeia de produtos de anime e mangá K-Books. Em 2006, o Butlers Café foi inaugurado em Shibuya, Tóquio. Fundado por um ex-funcionário de um escritório, Yuki Hirohata, o café Butlers Café empregava uma equipe composta inteiramente por homens ocidentais e permitia que os clientes praticassem a inglês com os mordomos. O Butlers Café fechou em dezembro de 2018. Em 2011, o butler café Refleurir foi aberto, sendo o primeiro butler café em Akihabara, Tóquio. até de fechar em 2013. Também existem butler cafés de cross-dressing, chamados cafés danso, nos quais garçonetes se vestem de mordomo.
Fora do Japão, os butler cafés mais notáveis incluem o Chitty Mood, que opera no Taipei City Mall em Taipé, Taiwan, e o Lan Yu Guan European Tea Restaurant (anteriormente chamado de Michaelis), que abriu no Distrito Norte, Taichung, também em Taiwan, em 2012. Na América do Norte, Europa e Oceania, os butler cafés pop-up (restaurantes temporários) foram hospedados em convenções de anime, como a Anime Expo nos Estados Unidos, Hücon na Turquia, e a Smash! na Austrália, que foi a primeira convenção de anime a hospedar um butler café.

## Características

### Butler cafésjaponeses
O conceito central de um butler café é que o cliente seja tratado como um aristocrata que voltou para sua casa para o chá, onde é servido por um mordomo pessoal. Enquanto os maid cafés geralmente tem como sua principal atratividade as aparências físicas das suas "empregadas", os butler cafés dedicam recursos significativos ao meio ambiente, ambiente e serviço de alta qualidade. Os clientes são "bem-vindos em casa" ao entrar e referidos com títulos honorários, sendo as clientes do sexo feminino referidas como ojōsama ("senhora") ou ohimesama ("princesa") e os clientes do sexo masculino como bocchan ("jovem senhor") ou dannasama ("mestre").
Comida de alta qualidade é também servida — o menu do Swallowtail, por exemplo, foi desenvolvido por Paul Okada, o diretor de alimentos e bebidas do Hotel Four Seasons Tokyo — e o interior do restaurante é tipicamente projetado para se assemelhar a uma casa de campo inglesa ou casa senhorial com móveis importados e personalizados. Os mordomos podem até dedicar um tempo para informar o cliente sobre o estilo da decoração e descrever detalhadamente os itens do menu. O café da tarde, no estilo inglês é a comida mais comumente servida nos butler cafés e incluem bolos, scones, sanduíches e chá servido em xícaras de porcelana que também podem ser as próprias cerâmicas personalizadas do café.
Os homens empregados como mordomos podem ter de 18 até 80 anos, e receber treinamento extensivo em preparação de chá, etiqueta e padrões de serviço de restaurante. O processo de treinamento na Swallowtail leva vários meses e exige que os candidatos sejam aprovados em um teste com base nos padrões de restaurantes de hotéis. Os cargos dos mordomos correspondem aos do pessoal doméstico, incluindo "mordomo" para o gerente mais antigo e "lacaio" para os servidores. Os mordomos também aparecem ocasionalmente em musicais, peças de teatro e concertos organizados pelo café e vendem lembranças e CDs.
Filmar ou fotografar normalmente não é permitido em butler cafés, embora o Butlers Café oferecesse isso como um serviço adicional: os serviços oferecidos incluíam o "Lift Me Up Photo", onde uma foto é tirada do mordomo levantando fisicamente o cliente; "Cinderella Time", onde o cliente recebe bolhas, uma tiara e um sino de prata em uma bandeja; e "Study English", onde os clientes recebem um caderno para trocar notas em inglês com o mordomo durante cada visita. Os butler cafés normalmente impõem um código de conduta para funcionários e clientes que proíbe certas atividades, como a troca de informações pessoais ou reuniões fora do espaço do café.

### Butler Cafésnão japoneses
Embora os butler cafés japoneses e não japoneses sejam muito semelhantes em termos de métodos de reserva, fluxo de serviço, imagem geral e ênfase na interação entre mordomos e clientes, existem grandes diferenças entre países e regiões. Os butler cafés taiwaneses são relatados como tendo um treinamento preparatório menos rigoroso e um maior foco no treinamento no trabalho, e usam móveis de estilo europeu menos luxuosos como resultado do financiamento limitado dos investidores. Além disso, como os chineses carecem de títulos que distingam claramente entre as posições sociais superiores e inferiores, a relação posicional entre o mordomo e o cliente é estabelecida através da "atuação" do mordomo nos cafés de mordomo taiwaneses. butler cafés em convenções de anime ocidentais são tipicamente administrados por voluntários e entusiastas, ao invés de profissionais rigorosamente treinados.

### Associação com o fandom deyaoi
Os butler cafés são conhecidos por terem encontrado popularidade entre os fujoshi — um nome dado aos fãs de yaoi, ou ficção de romance masculino-masculino — particularmente aqueles com idade entre 30 e 49 anos. Apesar de butler cafés no Japão serem amplamente considerados uma forma de otome muke (乙女向け, lit. "para donzelas", expressão para se referir a mulheres) e não são especificamente voltados para fãs de yaoi, eles ganharam popularidade por meio de alguns clientes que projetam fantasias homossociais e homoeróticas por meio de suas interações com os mordomos. A relação entre os butler cafés e o fandom de yaoi é mais profunda em Taiwan, onde os butler cafés proliferaram como uma resposta direta ao crescimento do yaoi.

## Análise e impacto

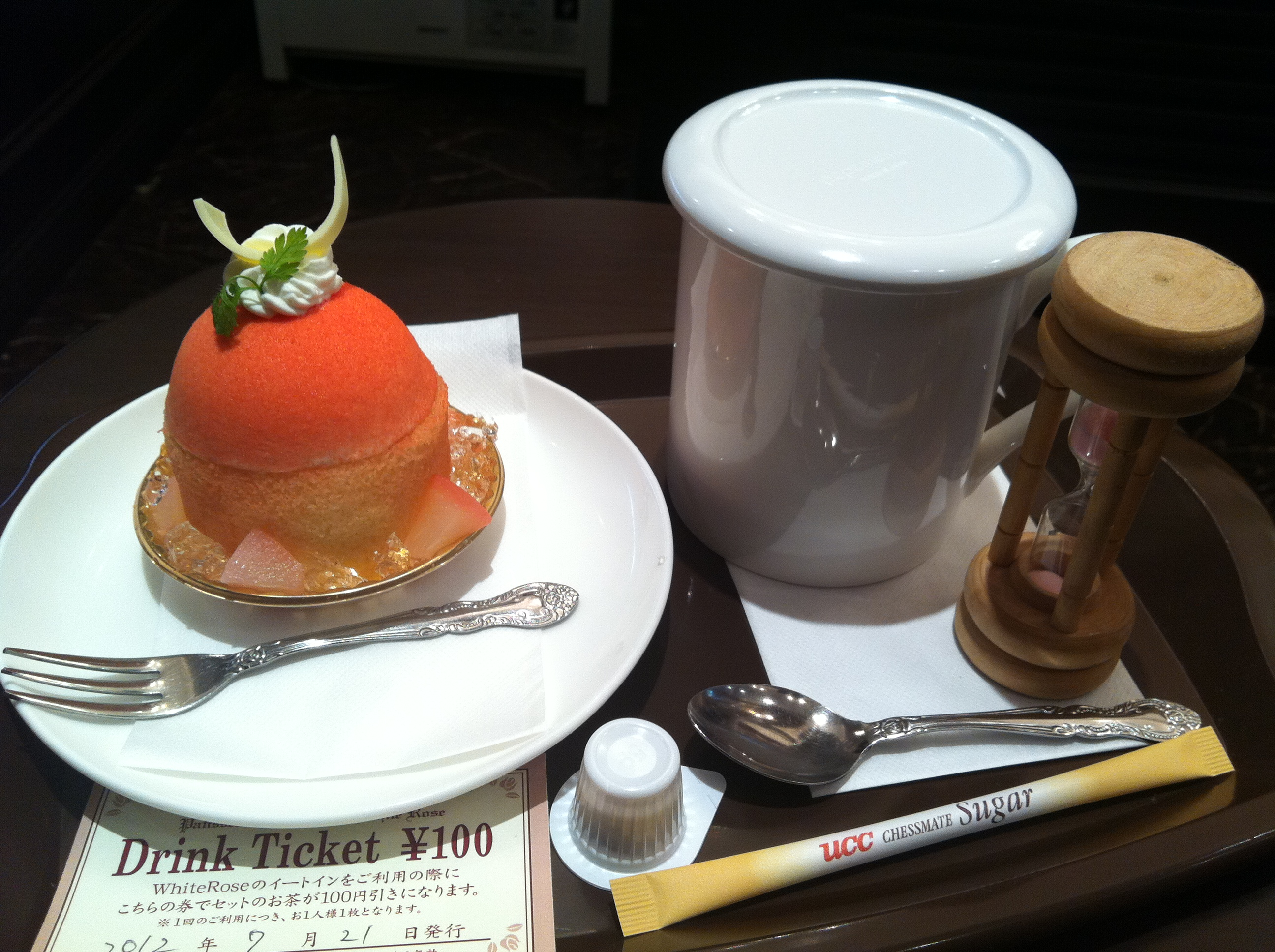
Chá e bolo na Patisserie Swallowtail, uma pâtisserie da marca Swallowtail

Os butler cafés foram citados como um exemplo da influência de animes e mangás na cultura e comércio japoneses, com representações ficcionais de butler cafés em animes e mangás que os popularizaram como um conceito e os tornaram um destino importante para os turistas otaku no Japão. Patisserie Swallowtail, uma pâtisserie da marca Swallowtail, produziu assados de edição limitada em colaboração com várias franquias e lojas populares, incluindo a série de anime Tokyo Ghoul, Gekkan Shōjo Nozaki-kun, e Hentai Ōji to Warawanai Neko; a série de jogos eletrônicos Danganronpa e Persona 3; e a loja de departamentos Tokyu Hands. O anime Beastars lançou um pop-up butler café em 2019. Os butler cafés fora do Japão têm uma função semelhante de simular a cultura japonesa para um público otaku e japonófilo, com butler cafés em Taiwan usando palavras japonesas em saudações e hospedando eventos como festivais de yukata e competições de karaokê. Os butler cafés são ainda citados como representando a expansão do cosplay, de um hobby que ocorria exclusivamente em espaços otaku, como em convenções de anime, para uma atividade que ocorre na vida pública.
A estudiosa de animes e mangás Susan J. Napier argumenta que os butler cafés representam uma ampliação da cultura otaku para incluir meninas e mulheres, mas observa que a popularidade dos  butler cafés não representa necessariamente um afrouxamento dos papéis e expectativas de gênero da cultura, afirmando que se os "maid cafés e butler cafés, estão fazendo algum papel na cultura, estão apenas reforçando as distinções de gênero." A artista de mangá Keiko Takemiya "não atribui grande significado cultural" aos butler cafés, mas argumenta que eles "permitem que as mulheres japonesas sejam servidas e escapem de seu papel tradicional de servir os homens". Claire Gordon, da Slate, cita a equipe totalmente ocidental do Butlers Cafés como uma forma de realização de fantasia, permitindo que sua clientela em grande parte japonesa interaja com um homem ocidental atraente estereotipado "extremamente educado e hiperbólico".
Em 2006, a Swallowtail informou que atendia a mais de mil clientes por mês. O Butlers Café relatou ter dois mil clientes regulares em seu pico, e três mil clientes em seu primeiro mês de operação.  O Swallowtail relatou que 80 por cento de seus clientes são mulheres, com mulheres em seus 20 e 30 anos formando a maioria de sua clientela.